# Neopanorpa
Neopanorpa is een geslacht van schorpioenvliegen (Mecoptera) uit de familie schorpioenvliegen (Panorpidae). 

## Soorten
Neopanorpa omvat de volgende soorten:
- Neopanorpa abdita Byers, 1999
- Neopanorpa angustiapicula Chau & Byers, 1978
- Neopanorpa angustipennis Westwood, 1842
- Neopanorpa annamensis Byers, 1965
- Neopanorpa apicata Navás, 1922
- Neopanorpa banksi Carpenter, 1938
- Neopanorpa baviensis Cheng, 1953
- Neopanorpa borneensis Byers, 1966
- Neopanorpa breviramus Byers, 1999
- Neopanorpa brevivalvae Chou & Wang, 1988
- Neopanorpa brisi (Navás, 1930)
- Neopanorpa burmana Byers, 1965
- Neopanorpa byersi Webb & Penny, 1979
- Neopanorpa cantonensis Cheng, 1957
- Neopanorpa carpenter Cheng, 1957
- Neopanorpa cavaleriei (Navás, 1908)
- Neopanorpa caveat a Cheng, 1957
- Neopanorpa chaoi Cheng, 1957
- Neopanorpa chelata Carpenter, 1938
- Neopanorpa choui Cheng, 1949
- Neopanorpa clara Chou & Wang, 1988
- Neopanorpa claripennis Carpenter, 1938
- Neopanorpa clavata Byers, 1999
- Neopanorpa crinita Chau & Byers, 1978
- Neopanorpa cuspidata Byers, 1965
- Neopanorpa diloba Chau & Byers, 1978
- Neopanorpa dimidiata Navás, 1930
- Neopanorpa dispar Issiki & Cheng, 1947
- Neopanorpa dorsalis Byers, 1965
- Neopanorpa dubis Chou & Wang, 1988
- Neopanorpa echinata Rust & Byers, 1976
- Neopanorpa echinoides Byers, 1999
- Neopanorpa effusa (Navás, 1914)
- Neopanorpa fenestrata (Needham, 1909)
- Neopanorpa fimbriata Byers, 1999
- Neopanorpa flava Esben-Petersen, 1915
- Neopanorpa flavicauda Banks, 1931
- Neopanorpa flavoferruginea Byers, 2008
- Neopanorpa formosana (Navás, 1911)
- Neopanorpa formosensis Navás, 1930
- Neopanorpa fractura Chau & Byers, 1978
- Neopanorpa furcata (Hardwicke, 1825)
- Neopanorpa fuscicauda Chau & Byers, 1978
- Neopanorpa gestroi Navás, 1929
- Neopanorpa gibbosa Rust & Byers, 1976
- Neopanorpa globulifera Byers, 1982
- Neopanorpa gradana Cheng, 1952
- Neopanorpa harmandi (Navás, 1908)
- Neopanorpa heii Cheng, 1949
- Neopanorpa hirsuta (Crampton, 1931)
- Neopanorpa huangshana Cheng, 1957
- Neopanorpa hushengchangi Hua & Chou, 1999
- Neopanorpa hyalinata Esben-Petersen, 1913
- Neopanorpa indica Rust & Byers, 1976
- Neopanorpa infuscata Banks, 1931
- Neopanorpa k-maculata Cheng, 1952
- Neopanorpa kwangtsehi Cheng, 1957
- Neopanorpa lacunaris Navás, 1930
- Neopanorpa latipennis Cheng, 1949
- Neopanorpa lichuanensis Cheng, 1957
- Neopanorpa lieftincki Chau & Byers, 1978
- Neopanorpa lifashengi Hua & Chou, 1999
- Neopanorpa linguata Navás, 1914
- Neopanorpa lipingensis Cai & Hua, 2009
- Neopanorpa liquifascia Byers, 1999
- Neopanorpa lui Chou & Ran, 1981
- Neopanorpa lungtausana Cheng, 1957
- Neopanorpa maai Cheng, 1957
- Neopanorpa magna Chou & Wang Chou & Wang, 1988
- Neopanorpa magna Issiki Issiki, 1927
- Neopanorpa makii Issiki, 1927
- Neopanorpa malaisei Byers, 1999
- Neopanorpa mangshanensis Chou & Wang, 1988
- Neopanorpa minuta Chou & Wang, 1988
- Neopanorpa mokansana Cheng, 1957
- Neopanorpa muelleri (Weele, 1909)
- Neopanorpa mutabilis Cheng, 1957
- Neopanorpa nielseni Byers, 1965
- Neopanorpa nigritis Carpenter, 1938
- Neopanorpa nipalica (Navás, 1910)
- Neopanorpa obscura Byers, 1999
- Neopanorpa ocellaris (Navás, 1908)
- Neopanorpa ochrura Rust & Byers, 1976
- Neopanorpa ophthalmica (Navás, 1911)
- Neopanorpa ornata Byers, 1965
- Neopanorpa ovata Cheng, 1957
- Neopanorpa panda Byers, 1965
- Neopanorpa parva Carpenter, 1945
- Neopanorpa parvula Willmann, 1976
- Neopanorpa pendulifera Byers, 1965
- Neopanorpa pennyi Byers, 1999
- Neopanorpa pielina Navás, 1936
- Neopanorpa pulchra Carpenter, 1945
- Neopanorpa puripennis Chou & Wang, 1988
- Neopanorpa ramulata Byers, 1975
- Neopanorpa retina Chou & Li, 1988
- Neopanorpa salai Navás, 1929
- Neopanorpa sauteri (Esben-Petersen, 1912)
- Neopanorpa siamensis Byers, 1965
- Neopanorpa similis Byers, 2002
- Neopanorpa simulans Byers, 2008
- Neopanorpa sordida (Needham, 1909)
- Neopanorpa spatulata Byers, 1965
- Neopanorpa spicata Byers, 1966
- Neopanorpa subreticulata Miyamoto & Makihara, 1979
- Neopanorpa sumatrana Chau & Byers, 1978
- Neopanorpa taoi Cheng, 1949
- Neopanorpa terminata Byers, 1999
- Neopanorpa thai Byers, 1965
- Neopanorpa tibetensis Hua & Chou, 1999
- Neopanorpa tienmushana Cheng, 1957
- Neopanorpa tienpingshana Chou & Wang, 1988
- Neopanorpa tiomanensis Byers, 1966
- Neopanorpa translucida Cheng, 1957
- Neopanorpa tuberosa Byers, 1965
- Neopanorpa umbonata Chau & Byers, 1978
- Neopanorpa validipennis Cheng, 1949
- Neopanorpa varia Cheng, 1949
- Neopanorpa vietnamensis Willmann, 1976
- Neopanorpa vittata Byers, 1999
- Neopanorpa youngi Byers, 1994
- Neopanorpa zebrata Esben-Petersen, 1915